# إلكترولوكس
إلكترولوكس (بالإنجليزية: Electrolux)‏ هي شركة سويدية متخصصة في تصنيع الأجهزة المنزلية ومقرها في ستوكهولم. تم تصنيفها أكثر من مرة على أنها ثاني أكبر صانع للأجهزة في العالم من حيث الوحدات المباعة بعد هويرلبول.
تُباع لدى إلكترولوكس مجموعة من الشركات والعلامات التجارية الفرعية، والمنتجات المباعة هي أجهزة وأواني منزلية مخصصة لاستخدام المستهلك. تصنع الشركة أيضًا أجهزة للاستخدام الشخصي.

## تاريخ

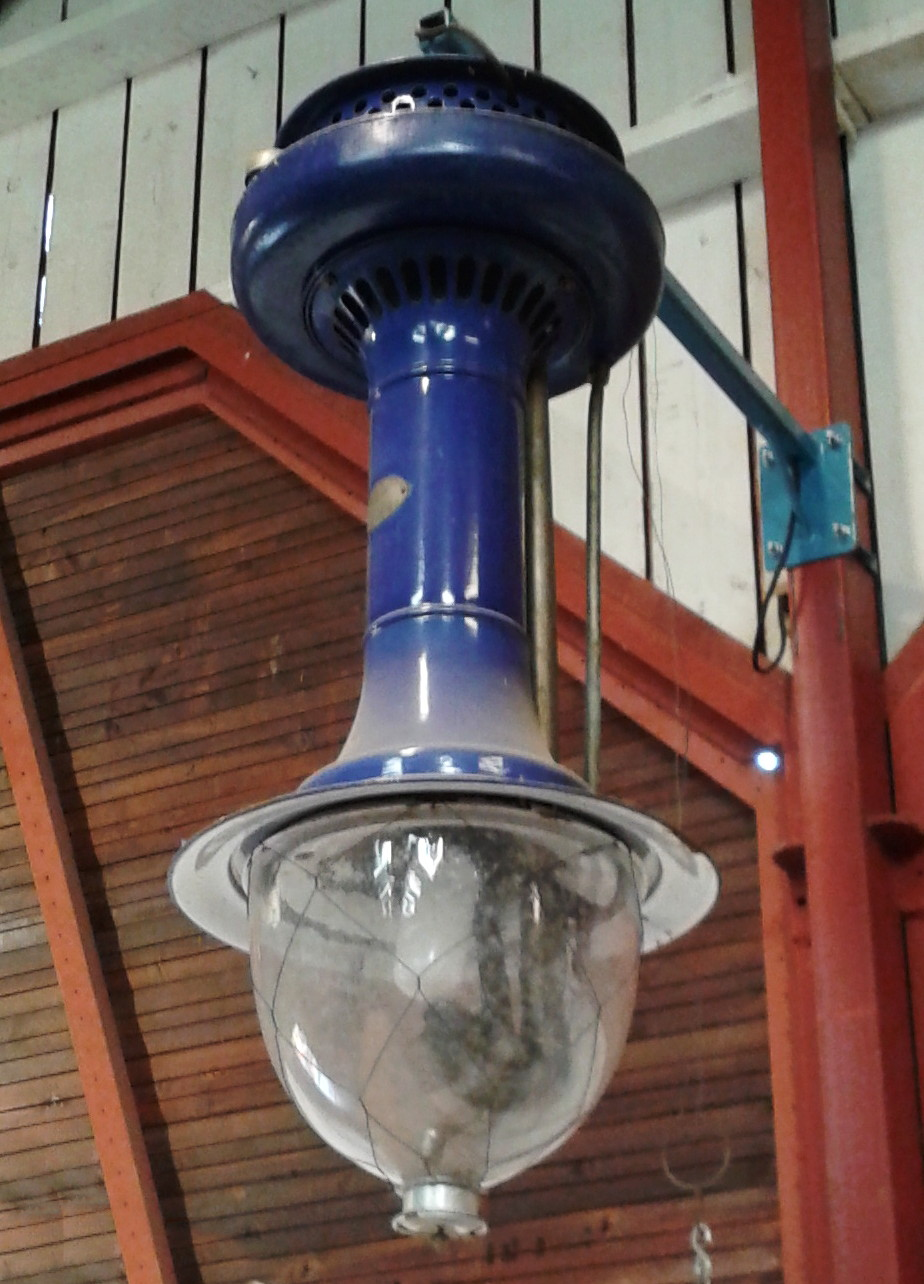
أوتولوكس لامب، مصباح كيروسين تم تصنيعه بواسطة لوكس واستخدم في محطات السكك الحديدية حول العالم في أوائل القرن العشرين.

نشأت الشركة من اندماج شركة لوكس وشركة سفينسكا إلكترون، الشركة الأولى شركة حديثة وليست قديمة أسسها بائع كان موظفًا في الشركة السابقة.

### من شركة مبيعات إلى صانع رئيسي
في عام 1919، تم دمج شركة سفينسكا إلكترون، إلكترومكانيسكا، تحت اسم شركة إلكترولوكس. (تم تغيير التهجئة إلى إلكترولوكس في عام 1957). في البداية، باعت المكانس الكهربائية التي تحمل علامة لوكس التجارية في العديد من الدول الأوروبية.
في عام 1923، استحوذت إلكترولوكس على شركة أركتيك ثم أضافت ثلاجات الامتصاص إلى خط إنتاجها. سرعان ما أضافت الشركة أكثر من خط، بما في ذلك الغسالات في عام 1951، وغسالات الصحون في عام 1959، ومعدات خدمات الطعام في عام 1962.

### عمليات الدمج والاستحواذ
توسعت الشركة في كثير من الأحيان من خلال عمليات الدمج والاستحواذ.
اشترت شركة إلكترولوكس العديد من الشركات قبل الستينيات، شهد ذلك العقد بدايات العديد من عمليات الاندماج والاستحواذ. اشترت الشركة إلكترو هيليوز، نرويجيان إلكترا، دانيش أتلس، فينيش سليف، فليمو وعدة شركات أخرى، في السنوات التسع من 1960 إلى 1969. واستمرت الشركة على هذا المنوال إلى التسعينيات، حيث شهد شراء إلكترولوكس عشرات الشركات، بما في ذلك، شركة هوسكفارنا.

#### هانز ويرثين
قاد هانز ويثرين، رئيس مجلس الإدارة سابقًا، الخطة الاستراتيجية لشركة إلكترولوكس، وكان له دور أساسي في نموها السريع.

#### إعادة الهيكلة
في حين أن محاولات خفض التكاليف، واستبعاد وفورات الحجم من شركة إلكترولوكس كانت تتم في الستينيات والسبعينيات من القرن الماضي، مع التركيز بشدة على النمو، إلا أن جهود إعادة الهيكلة على مستوى الشركة لم تبدأ إلا في أواخر التسعينيات.

### شركة عامة
قامت شركة إلكترولوكس بطرح عام أولي في بورصة لندن في عام 1928 (تم شطبها في عام 2010) وآخر في بورصة ستوكهولم في عام 1930.
حاليًا، يتم تداول أسهمها في بورصة (NASDAQ OMX Nordic Market) وخارجها.

### من عام 2000 إلى الحاضر
في أمريكا الشمالية، استخدم اسم إلكترولوكس منذ فترة طويلة من قبل الشركة المصنعة للمكانس الكهربائية إيروس، التي تأسست في الأصل لبيع منتجات السويدية إلكترولوكس في الولايات المتحدة. في عام 2000، أرجعت إيروس حقوق علامة إلكترولوكس التجارية إلى مجموعة إلكترولوكس، وتوقفت إيروس عن استخدام اسم إلكترولوكس في عام 2004.
على العكس من ذلك، حملت المكانس الكهربائية المصنوعة من إلكترولوكس اسم العلامة التجارية يوريكا، والتي استمرت إلكترولوكس في استخدامها أثناء بيع المكانس الكهربائية التي تحمل علامة إلكترولوكس بعد عام 2000. تحتفظ خدمة عملاء إلكترولوكس أمريكا بقاعدة بيانات للمكانس الكهربائية المصنعة من إلكترولوكس وتوفر رابطًا إلى موقع إيروس على الويب لراحة مالكي مكانس إيروس التي تحمل علامة إلكترولوكس.
تولى كيث ماكلوغلين منصب الرئيس والمدير التنفيذي في 1 يناير 2011، وأصبح أول رئيس تنفيذي غير سويدي للشركة.
في أغسطس 2011، استحوذت إلكترولوكس من سيغدو كوبرز على شركة تصنيع الأجهزة التشيلية سي تي آي وحصلت على العديد من العلامات التجارية مع الشراء بما في ذلك: فينسا، غافا، ماديمسا وسوميلا.
في 6 فبراير 2017، أعلنت شركة إلكترولوكس أنها وافقت على الاستحواذ على شركة أنوفا للإلكترونيات التطبيقية، المزود الأمريكي لشركة أنوفا بريزيشن كوكر.

## منتجات بارزة

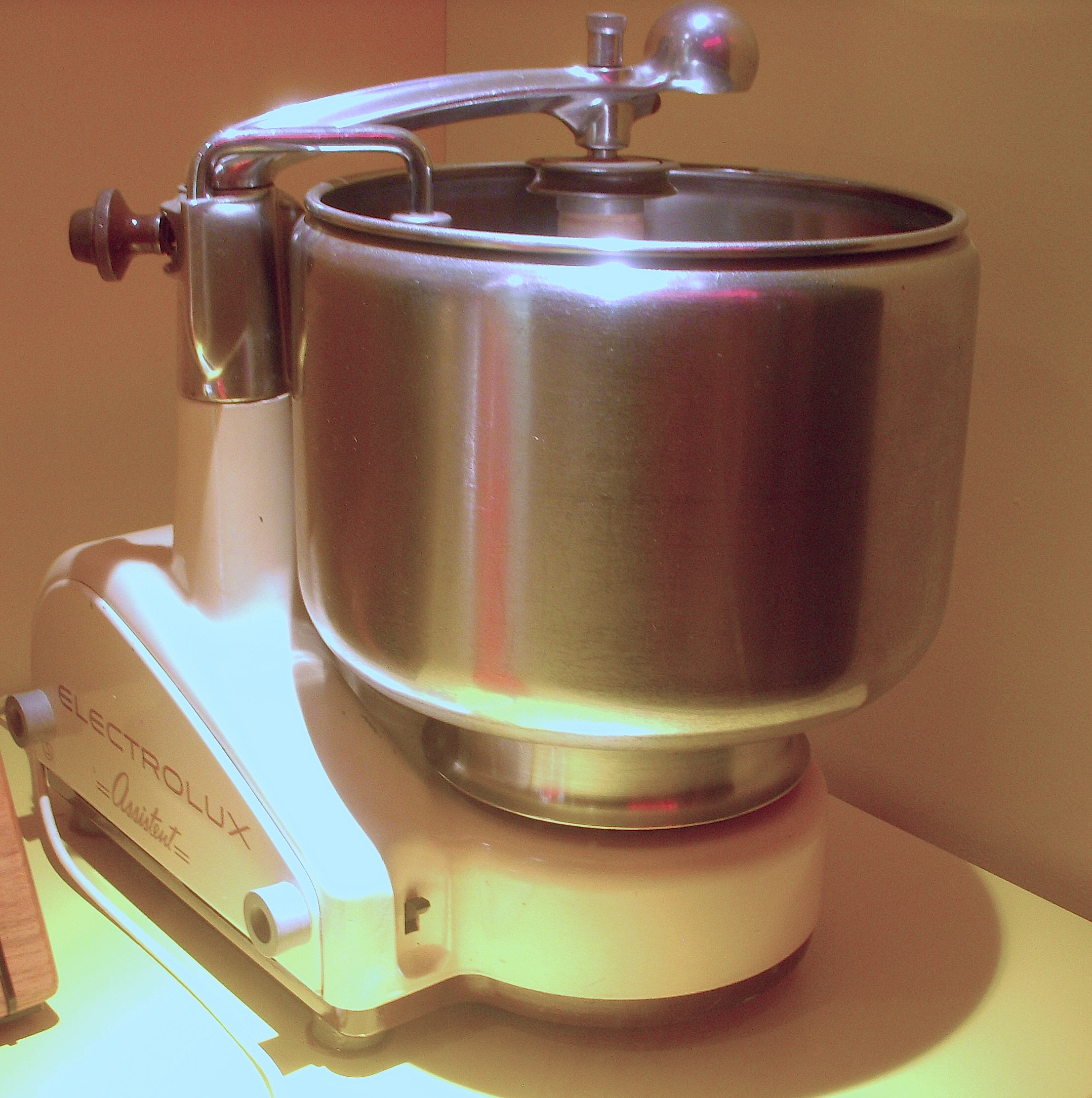
إلكترولوكس أسيستنت، 1940

- 1919: مكنسة لوكس هي أول منتج تبيعه إلكترولوكس.
- 1925: دي، أول ثلاجة لشركة إلكترولوكس، وهي ثلاجة امتصاص.[16]
- 1937: تم الكشف عن مكنسة الكترولوكس موديل 30.
- 1940: أسيستنت، المنتج الاستهلاكي الوحيد للشركة في زمن الحرب،[22] هو خلاط طعام.[30][31]
- 1951: تم تصنيع أول غسالة ملابس منزلية من إلكترولوكس دبليو 20 في غوتنبرغ بالسويد.[22]
- 1959: دي 10، أول غسالة أطباق للشركة.[17]
- 2001: إطلاق إلكترولوكس تريلوبايت، مكنسة كهربائية.[32]

## شعار
الشعار الحالي للشركة هو «نغيّر الحياة للأفضل». في الماضي كان «نفكر بك». في الستينيات، نجحت الشركة في تسويق المكانس الكهربائية في المملكة المتحدة تحت شعار «لا شيء يشفط مثل إلكترولوكس».

## وصلات خارجية
- الموقع الرسمي
- Official group website
- American Electrolux - The Beginning, and the Early Years by Charles Richard Lester